# 16002 Bertin
16002 Bertin è un asteroide della fascia principale. Scoperto nel 1999, presenta un'orbita caratterizzata da un semiasse maggiore pari a 2,4809503 UA e da un'eccentricità di 0,2022249, inclinata di 8,00771° rispetto all'eclittica.
L'asteroide è dedicato a Emmanuel Bertin, astronomo francese.